# Йоан Хора
Йоан Хора (рум. Ioan Hora, нар. 21 серпня 1988, Орадя) — румунський футболіст, півзахисник клубу «Коньяспор» та національної збірної Румунії.

## Клубна кар'єра
Народився 21 серпня 1988 року в місті Орадя. Вихованець однойменної юнацької команди з рідного міста.
У дорослому футболі дебютував 2005 року виступами за команду УТА (Арад), в якій провів три сезони, взявши участь у 53 матчах чемпіонату.
Протягом 2008—2010 років захищав кольори команди клубу «Глорія» (Бистриця).
Своєю грою за останню команду привернув увагу представників тренерського штабу клубу «ЧФР Клуж», до складу якого приєднався влітку 2010 року. Відіграв за команду з Клужа наступні три з половиною сезони своєї ігрової кар'єри, вигравши у другому з них чемпіонат Румунії. Більшість часу, проведеного у складі «Клужа», був основним гравцем команди.
На початку 2014 року перейшов у «Тиргу-Муреш», якому в першому ж сезоні допоміг зайняти перше місце в Лізі II і вийти в еліту, де і провів наступний сезон, після чого перейшов у «Пандурій», з яким за підсумками сезону 2015/16 став найкращим бомбардиром чемпіоату Румунії, забивши 19 голів у 35 матчах.
До складу турецького клубу «Коньяспор» приєднався в серпні 2016 року. Відтоді встиг відіграти за команду з Коньї 3 матчі в національному чемпіонаті.

## Виступи за збірні
Протягом 2009—2010 років залучався до складу молодіжної збірної Румунії. На молодіжному рівні зіграв у 9 офіційних матчах, забив 4 голи.
7 лютого 2015 року дебютував в офіційних матчах у складі національної збірної Румунії в товариській грі проти збірної Болгарії (0:0), вийшовши на заміну на 70 хвилині замість Адріана Попи. Наразі провів у формі головної команди країни 4 матчі.

## Титули і досягнення
- Чемпіон Румунії (1):

ЧФР Клуж: 2011–12
- Володар Суперкубка Румунії (1):

ЧФР Клуж: 2010
- Володар Кубка Туреччини (1):

«Коньяспор»: 2016-17

### Індивідуальні
- Найкращий бомбардир чемпіонату Румунії: 2015–16